# Psectra siamica
Psectra siamica is een insect uit de familie van de bruine gaasvliegen (Hemerobiidae), die tot de orde netvleugeligen (Neuroptera) behoort. 
Psectra siamica is voor het eerst wetenschappelijk beschreven door Nakahara & Kuwayama in Nakahara in 1960.